# كرة القدم الخيالية
كرة القدم الخيالية هي مسابقة تفاعلية، يتنافس فيها المستخدمون ضد بعضهم البعض كمدراء عامين لفرق افتراضية يشكّلونها من لاعبين حقيقيين من لاعبي كرة القدم الأمريكية المحترفين الذي يلعبون في دوري كرة القدم الأمريكية. 
يمكن للمشتركين القيام بإجراءات مختلفة في اللعبة كمبادلة اللاعبين وإضافتهم والاستغناء عنهم وتغيير القوائم. 
نظراً لنمو استخدام شبكة الأنترنت، زادت شعبية كرة القدم الخيالية كثيراً، لأن بعض أشهر المواقع تتابع الإحصائيات الخاصة باللعبة وتنشرها كموقع ياهو و إي إس بي إن وغيرهما، وهذا يسهل على المتابعين الحصول على النتائج دون الحاجة لمتابعة الصحف بانتظام.
لسنوات، زادت شعبية كرة القدم الخيالية ببطء. عام 1997، أطلقت شبكة سي بي إس النسخة التجريبية من الموقع للجمهور مجاناً. ثم بدأت اللعبة بالانتشار على نطاق واسع فوراً. وفي غضون 3 سنوات، أطلقت معظم وسائل الإعلام الرياضية الكبرى مواقع إلكترونية للمنافسة في تلك اللعبة. أطلق دوري كرة القدم الأمريكية اللعبة الرسمية الخاصة به عام 2010، ما ساهم في نمو هذه الصناعة. تعتبر كرة القدم الخيالية الآن أهم أداة تسويق في دوري كرة القدم الأمريكية. ويقدر عدد الأشخاص الذين يتنافسون في البطولات العامة والخاصة على الصعيد الوطني من خلال الإنترنت بنحو 19 مليون شخص.

## روابط خارجية
- كرة القدم الخيالية على مشروع الدليل المفتوح